# Frank Black (musikalbum)
Frank Black är den före detta Pixies-medlemmen Frank Blacks första soloalbum. Albumet spelades in då Pixies hade ett uppehåll under 1992 och släppted den 9 mars 1993 efter att Pixies meddelat att man inte längre samarbetade.

## Låtlista
1. "Los Angeles"
2. "I Heard Ramona Sing"
3. "Hang On to Your Ego"
4. "Fu Manchu"
5. "Places Named After Numbers"
6. "Czar"
7. "Old Black Dawning"
8. "Ten Percenter"
9. "Brackish Boy"
10. "Two Spaces"
11. "Tossed" (Instrumental Version)
12. "Parry the Wind High, Low"
13. "Adda Lee"
14. "Every Time I Go Around Here"
15. "Don't Ya Rile 'Em"